# Punyamitra
Punyamitra (en sanskrit : Punyamitra ; en chinois : 不如密多 ; pinyin : Bùrúmìduō; en japonais : Funyomitta) est un moine indien du IVe siècle considéré par la tradition du bouddhisme zen comme son vingt-sixième patriarche.

## Biographie
Natif du centre de l'Inde, Punyamitra est dans sa jeunesse le prince héritier d'un royaume où enseigne le 25e patriarche, Vashasita. Convaincu par les prodiges accomplis par Vashasita lorsque ce dernier révèle être le successeur de Bhikshu Simha, il demande à devenir moine. Vashasita en fait son assistant pendant quelques années puis son successeur.
Après la mort de Vashasita, Punyamitra quitte sa terre natale et part enseigner à l'est de l'Inde. Pressentant la présence d'un sage qui pourra lui succéder à son tour, il rencontre dans cette région un orphelin âgé de 20 ans qui se fait appeler « précieux collier » et vit de mendicité. Punyamitra reconnait dans cet orphelin le bodhisattva Mahāstāmaprāpta, il prédit qu'à travers lui le Dharma se propagera à la fois au sud de l'Inde et en Chine, ce pourquoi il lui donne le nom de Prajñātara, et lui transmet le Dharma. Les textes situent sa mort aux environs de 388.
Bien que le successeur de Punyamitra soit traditionnellement décrit au masculin, une partie de la tradition soutient que Prajñātara était une nonne et non un moine,.